# Populationsgefährdungsanalyse
Populationsgefährdungsanalyse (übersetzt von englisch Population Viability Analysis, danach oft abgekürzt als PVA) ist eine Methode, die Wahrscheinlichkeit des Aussterbens einer Population unter definierten Rahmenbedingungen zu berechnen.
Die PVA beruht auf einem ökologischen Modell, in dem die Populationsgröße mit ihren wesentlichen (demographischen) Einflussfaktoren, insbesondere Geburtenrate (Natalität), Sterberate (Mortalität), Einwanderung (Immigration) und Auswanderung (Emigration) mathematisch modelliert wird. Umweltfaktoren werden als Einflussgrößen auf diese für die Populationsgröße wesentlichen Faktoren einbezogen. Die Population ist ausgestorben, wenn zu irgendeinem beliebigen Zeitpunkt die Populationsgröße den Nullwert erreicht. Da die Umweltfaktoren nicht präzise vorhergesagt werden können, und außerdem, bei kleinen Populationen, nur ganzzahlige Werte für die Populationsgröße möglich sind (eine Populationsgröße von 0,75 Individuen wäre sinnlos), handelt es sich in der Praxis nicht um deterministische, sondern um stochastische Modelle, d. h. es wird nur die Wahrscheinlichkeit des Aussterbens, bezogen auf einen bestimmten Zeitraum, berechnet. Welche Wahrscheinlichkeit dabei als akzeptabel eingeschätzt wird, beruht auf einer Wertentscheidung und ist letztlich nicht naturwissenschaftlich begründbar. Oft wird mit Aussterbewahrscheinlichkeiten von 1 oder 5 Prozent gerechnet. Auch der betrachtete Zeitraum wird konventionell gewählt, verbreitet ist eine Abschätzung auf 100 Jahre.
Typischerweise ergibt sich für realistisch modellierte Populationen eine von Jahr zu Jahr stark schwankende Populationsgröße, vor allem aufgrund von klimatischen und Wettereinflüssen, die für die betrachtete Art jeweils günstig oder ungünstig sein können. Andere, eher deterministisch wirkende Mortalitätsfaktoren, wie zum Beispiel eine mögliche Bejagung oder eine Veränderung der Größe des Lebensraums, müssen selbstverständlich berücksichtigt werden. Ergibt sich dabei allerdings unter allen Umständen eine negative Größe für das Wachstum der Population, ist deren Aussterben unabwendbar, die Analyse kann dann nichts mehr zu ihrer Rettung beitragen. Normalerweise werden daher eher zwar kleine, aber prinzipiell lebensfähige Populationen betrachtet. Die Populationsgröße steigt allerdings auch bei günstigen Umweltbedingungen nicht proportional an, sondern wird sich bei höheren Populationsdichten aufgrund dichtebegrenzender Faktoren wie Konkurrenz verlangsamen und letztlich bei Erreichen der Umweltkapazität auf Null fallen. Oft wird anstelle der realen Populationsgröße diese maximal mögliche Populationsgröße modelliert. Die Dichteabhängigkeit der Populationsgröße zu ermitteln ist in der Praxis schwierig, die meisten Populationsmodelle bauen auf der logistischen Gleichung auf (vgl. etwa die Lotka-Volterra-Gleichungen in Räuber-Beute-Systemen). Die Modellierung der Wetterdaten baut auf der Extrapolation vorhandener Daten auf, was bei kurzen Datenreihen zu einem Unterschätzen des Aussterberisikos aufgrund seltener Katastrophenjahre (Orkane oder andere seltene Wetterphänomene) führen kann. Eine wichtige Größe der PVA ist etwa das Konzept der kleinsten überlebensfähigen Population (MVP, nach dem englischen minimal viable population).
Anhand einer PVA können für den Artenschutz wesentliche Fragen besser abgeschätzt werden, beispielsweise, ob ein System von Schutzgebieten groß genug zum Erhalt der Population ist oder vergrößert werden muss, ob bei einer Veränderung des Lebensraums die Erhaltung der Population ausreichend verbessert werden kann (wichtig zum Beispiel für Managementpläne von Schutzgebieten), wie sich veränderte Populationsgrößen anderer Arten (z. B. von Prädatoren) auf die Population der Art auswirken und ob eine Nutzung, z. B. durch Jagd oder Fischerei, für das Überleben der Population tragfähig ist. PVA müssen für jede Population separat erstellt werden, wobei es in vielen Fällen an den für die Modellierung erforderlichen Daten mangelt. In der Praxis werden sie daher meist nur für wenige Populationen und Arten aufgestellt.